# John Emil List
John Emil List (Bay City, Michigan, 17 september 1925 – Trenton, New Jersey, 21 maart 2008) was een Amerikaanse massamoordenaar die zijn eigen familie (moeder, echtgenote, dochter en twee zonen) om het leven bracht. Hij stond tot 1989 op de opsporingslijst van de FBI als meest gezochte crimineel. Hij kreeg de bijnaam The Westfield Boogeyman.

## Levensloop
List werd op 17 september 1925 geboren als zoon van Johann Friedrich List en Alma List-Küster. Hij kreeg een lutherse opvoeding en ging naar de zondagsschool.
Hij vermoordde op 9 november 1971 eerst zijn vrouw Helen en vervolgens zijn moeder Alma. Hij beroofde zijn zonen Fred en Johnny van het leven toen ze van school kwamen. Niet veel later kwam zijn dochter Patricia thuis en ook zij werd meteen door haar hoofd geschoten. De lijken van zijn moeder, echtgenote en kinderen wikkelde hij in slaapzakken en legde hij in de hal, waar ze een maand later door de politie werden gevonden. List, die in financiële nood verkeerde, vermoordde zijn moeder waarschijnlijk om de levensverzekering. Zijn kinderen en echtgenote moesten dood omdat het bij zijn plan hoorde. In 1989 vond de FBI hem uiteindelijk in Richmond. In 1990 kreeg hij levenslang. Hij betuigde nooit spijt.